# André Trottier
André Trottier (* 1901 in Grondines; Todesdatum und -ort unbekannt) war ein kanadischer Sänger (Bass).

## Leben und Wirken
Trottier studierte Gesang in Trois-Rivières und Québec. Von 1920 bis 1923 arbeitete er bei einer Bank und trat nebenher als Schauspieler und Sänger auf. Später war er in Montreal im öffentlichen Dienst beschäftigt und wirkte an Aufführungen der Société canadienne d'opérette und der Opéra Français mit. Parallel nahm er Gesangsunterricht bei Alexandre Clerk (1923–1925) und Alice Raymond (1925–1929). Ab 1930 war er Mitglied des von Roger Filiatrault gegründeten Quatuor Alouette, mit dem er u. a. in Kanada, den USA, Frankreich, Belgien und Brasilien auftrat sowie Rundfunk- und Schallplattenaufnahmen realisierte.